# ماکس کلیتون
ماکس کلیتون (انگلیسی: Max Clayton؛ زادهٔ ۹ اوت ۱۹۹۴) یک بازیکن فوتبال اهل بریتانیا است.